# Ledebouria grandifolia
Ledebouria grandifolia är en sparrisväxtart som först beskrevs av Isaac Bayley Balfour, och fick sitt nu gällande namn av Anthony G. Miller och D.Alexander. Ledebouria grandifolia ingår i släktet Ledebouria och familjen sparrisväxter. Inga underarter finns listade i Catalogue of Life.